# Opisthoxia limboguttata
Opisthoxia limboguttata är en fjärilsart som beskrevs av Felder 1874. Opisthoxia limboguttata ingår i släktet Opisthoxia och familjen mätare. Inga underarter finns listade i Catalogue of Life.